# Дучесне Кусан, Мануэль
Мануэ́ль Дуче́сне Куса́н (исп. Manuel Duchesne Cuzán; 10 ноября 1932, Гавана, Куба — 10 сентября 2005, там же) — кубинский дирижёр, педагог и кинорежиссёр.

## Биография
Ученик Энрике Гонсалеса Мантичи и Игоря Маркевича. С 1974 года — главный дирижёр Национального симфонического оркестра, одновременно глава секции симфонической музыки Музыкальной дирекции Министерства культуры Кубы и заведующий кафедрой оркестрового дирижирования в Гаванском институте искусств. Гастролировал во многих странах, в том числе в СССР. В 1977 году как режиссёр снял документальный фильм «Алисия» (исп. Alicia) об известной кубинской балерине Алисии Алонсо.